# Киркова махала
Киркова махала е заличено село в Северна България. Намира се в община Угърчин, област Ловеч.
Старото име на селото е Селим махла. Към 1934 г. селото има 145 жители. През 2015 г. е заличено с решение на Министерския съвет и присъединено като квартал на село Голец. Населението му към 2011 г. е 6 души.